# Radisson Blu Plaza Hotel
Le Radisson Blu Plaza Hotel  est un hôtel du quartier de Kluuvi à Helsinki en Finlande.

## Description
L'hôtel de la Radisson Hotels & Resorts est situé au centre-ville d'Helsinki, dans le quartier de Kluuvi, à l'angle nord-est de la place de la gare centrale d'Helsinki. 
Le bâtiment de l'hôtel est l'ancien siège de la Suomen Osuuskauppojen Keskuskunta et couvre tout l'îlot urbain du côté de Vilhonkatu, s'étendant de Mikonkatu à Vuorikatu. 
La partie du bâtiment faisant face à Vuorikatu abrite un centre commercial et des bureaux.
L'hôtel dispose de 302 chambres. 
La plus grande chambre est la suite à deux étages située au sommet de la tour d'angle.

## Histoire
La SOK a acheté deux terrains situés à Vilhonkatu 5-7 au marchand de quincaillerie Emil Lesch.
En 1902, Emil Lesch y avait construit une maison de quatre étages sur le terrain d'angle de Vuorikatu, conçue par l'architecte John Settergren.
Le siège social de SOK a été conçu par les frères architectes Kauno Kallio et Oiva Kallio. 
La maison d'angle de Vuorikatu conçue par John Settergren a été transformée en un ensemble immobilier, 
Le plan d'étage de l'intérieur a été conçu par l'architecte de SOK Elias Paalanen.
La première pierre fut posée en décembre 1917, mais la guerre civile finlandaise retarda les travaux de construction de sorte que la maison ne fut achevée qu'en 1921, 
Auparavant, il y avait des maisons en bois à deux étages sur les terrains avoisinants. 
Une maison en bois achevée en 1865 a survécu longtemps à Mikonkatu 23.
L'architecture du bâtiment s'inspire principalement du style de l'Europe centrale et de la Renaissance italienne, mais elle a également été combinée avec des influences de l’architecture baroque, du Style Empire et de l'architecture orientale. 
L'intérieur a été conçu par les frères Kallio avec leur sœur Toini Kallio. 
Ils ont conçu, entre autres, des meubles et des objets de style art déco pour la maison.
Les plus beaux intérieurs comprennent le vestibule, la salle d'exposition sous la verrière et la salle de réunion du conseil de surveillance, qui sont désormais protégés par la Direction des musées de Finlande. 
Les panneaux de chêne décorant les murs du hall d'entrée ont été réalisés par le sculpteur Johannes Haapasalo (fi) et les vitraux achevés en 1930 par le peintre Juho Rissanen,.
Les sculptures et peintures de fenêtres sur les panneaux représentent le commerce, l'industrie, l'agriculture et la chasse. À cette époque, l'entrée principale se trouvait dans le coin face à la place de la gare centrale d'Helsinki, 
Hormis le siège social de SOK, le bâtiment abritait les compagnies d'assurance Elonvara et Tulenvara, ainsi que la Suomen Osuuskauppakoulu jusque dans les années 1950.
Le siège social de SOK a fonctionné dans le bâtiment jusqu'en 1991, date à laquelle il a déménagé dans de nouveaux locaux à Vallila. 
SOK est resté propriétaire du bâtiment et l'a transformé en Radisson SAS Plaza Hotel à la fin des années 1990. Les travaux de rénovation ont été planifiés par l'architecte Ilmo Valjakka, qui a également conçu le nouveau bâtiment d'entrée de l'hôtel sur le terrain adjacent à l'adresse Mikonkatu 23. Le nouveau bâtiment a été achevé et l'hôtel a ouvert ses portes à l'automne 1999,,. 
Les façades historiques du bâtiment sont restées telles quelles, mais l'intérieur a été entièrement rénové.
L'ancien vestibule est maintenant une salle de banquet et un bar d'hôtel appelé Juhon sali, tandis que la salle d'exposition est un restaurant où sont parfois organisées des expositions d'art. 
La salle de réunion du conseil de surveillance de SOK est un espace de réunion à louer.
L'hôtel Plaza est l'un des hôtels représentatifs d'Helsinki et a hébergé, entre autres, des délégués de la présidence finlandaise de l'Union européenne et des athlètes des Championnats d'Europe d'athlétisme 2012.
En 1993, la partie du bâtiment faisant face à Vuorikatu a été transformée en bureaux en location et les étages inférieurs en un centre commercial, qui abritait initialement un grand magasin pour enfants appelé Velhonlinna,. 
En 1996, Velhonlinna a été remplacée par Tarjoustalo, qui a été transformée en magasin Tokmanni en 2015,.
L'entrée à l'angle de Vilhonkatu et Vuorikatu est devenue l'une des entrées de la station de métro Kaisaniemi aujourd'hui station de métro Helsingin yliopisto ouverte en 1995.

## Galerie

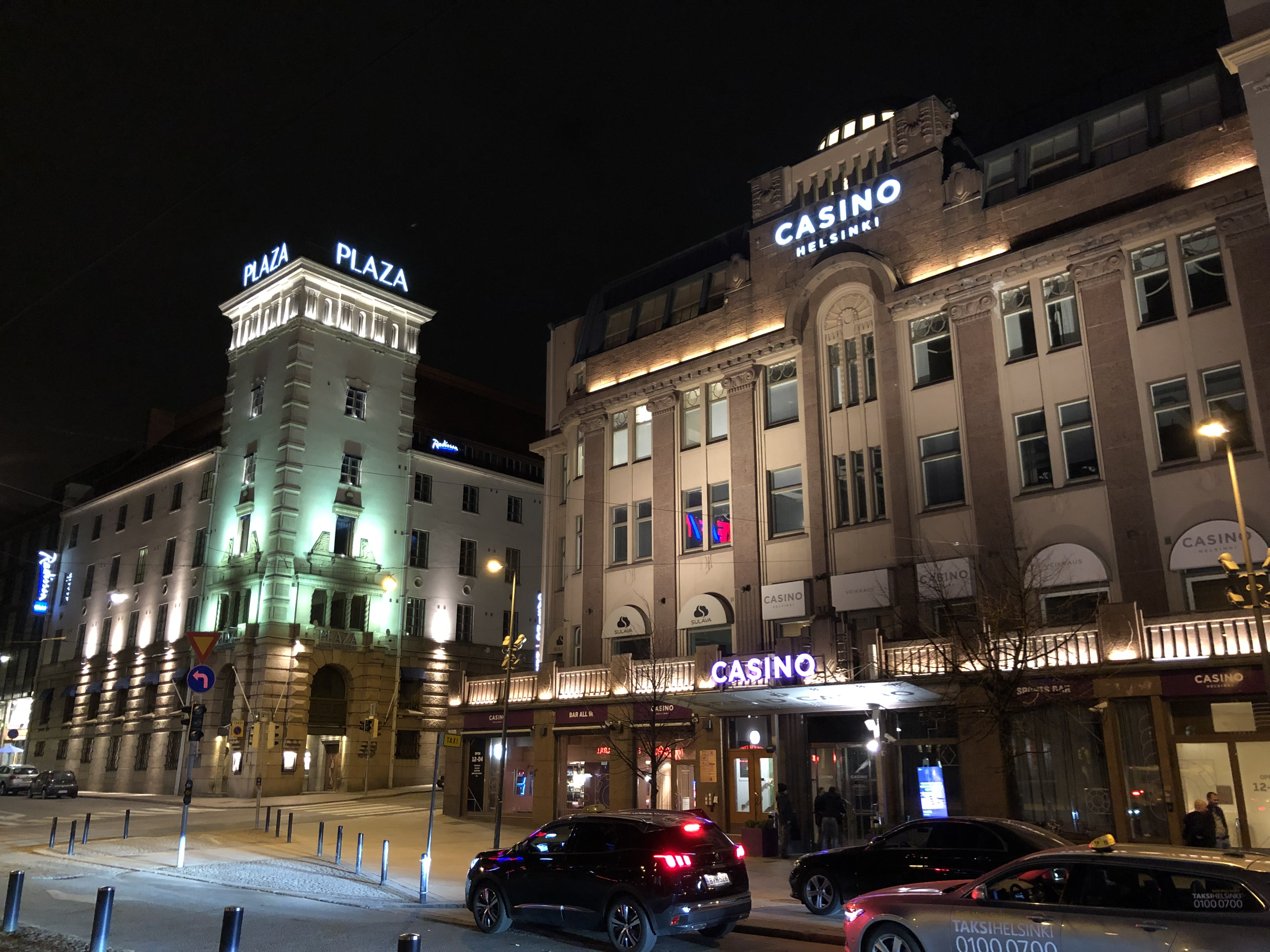
Le casino et le Radisson Blu Plaza Hotel.
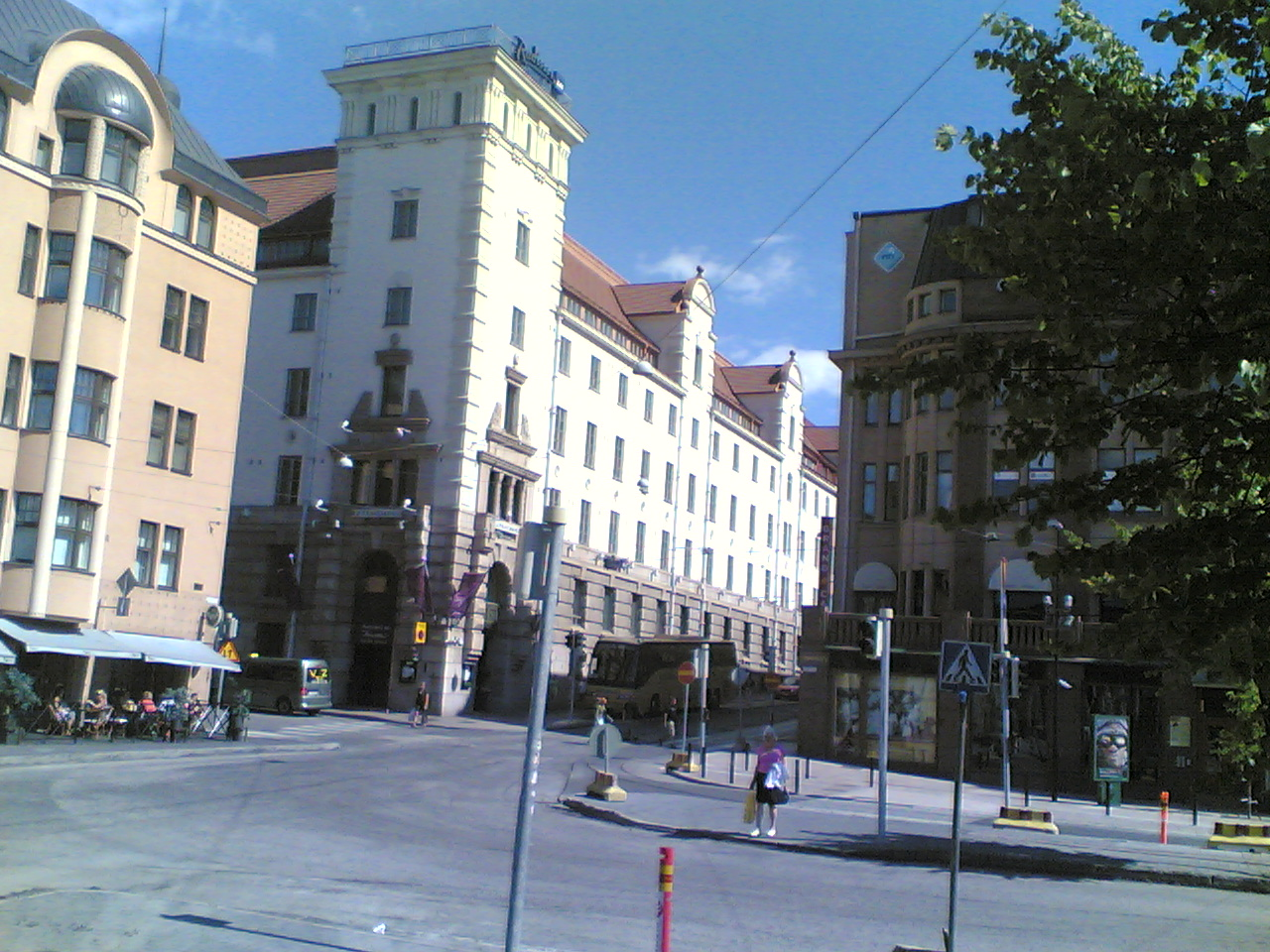
Vilhonkatu.